# Karl Rove
Karl Christian Rove (ur. 25 grudnia 1950 w Denver) – amerykański strateg polityczny, sprawujący w przeszłości funkcję zastępcy szefa personelu Białego Domu oraz doradcy prezydenta George’a Busha.

## Życiorys
Kierował kampaniami wyborczymi George’a Busha w latach 1994 i 1998 (w wyścigu do fotela gubernatora Texasu) oraz kampaniami prezydenckimi w latach 2000 i 2004. Jego klientami byli też m.in. John Ashcroft (wybory 1994 do Senatu), Bill Clements (1986, wybory gubernatora Texasu) oraz Phil Gramm (1982, wybory do Izby Reprezentantów; 1984, wybory do Senatu).
Karl Rove jest jednym z bohaterów tzw. Sprawy Plame, trwającego do dziś skandalu związanego z ujawnieniem prasie tożsamości Valerie Plame, agentki CIA, żony dyplomaty Josepha C. Wilsona, oskarżającego administrację prezydenta Busha o prezentowanie opinii publicznej nieprawdziwych informacji dotyczących programu budowy broni jądrowej przez Irak. Ujawnienie tożsamości agenta CIA jest przestępstwem federalnym. Prowadzący dochodzenie w sprawie specjalny prokurator Patrick Fitzgerald nie przedstawił dotychczas Rove'owi zarzutów, choć wielokrotnie go przesłuchiwał. Zarzuty takie postawione zostały natomiast Lewisowi „Scooterowi” Libby’emu, byłemu obecnie szefowi gabinetu wiceprezydenta Dicka Cheneya.
W opinii wielu, w osobie Karla Rove’a personifikację znajdują wszystkie cechy charakteryzujące prezydenturę George’a W. Busha. Przedstawiany przez jednych jako błyskotliwy strateg zwycięskich kampanii politycznych, przez innych postrzegany jest jako inspirator nie zawsze etycznych, czy wręcz bezprawnych działań administracji Busha.
W 2018 filmie Vice w reżyserii Adama McKaya w postać Rove’a wcielł się Joseph Beck.